# Руденко, Николай Иванович
Николай Иванович Руденко (1924—2001) — младший лейтенант Советской Армии, участник Великой Отечественной войны, Герой Советского Союза (1943).

## Биография
Николай Руденко родился 26 декабря 1924 года в селе Новокиевка (ныне — Гайский район Оренбургской области). После окончания неполной средней школы работал токарем. В 1942 году Руденко был призван на службу в Рабоче-крестьянскую Красную Армию. В 1943 году ускоренным курсом он окончил Тюменское пехотное училище. С июня того же года — на фронтах Великой Отечественной войны.
К сентябрю 1943 года гвардии сержант Николай Руденко был помощником командира взвода 207-го гвардейского стрелкового полка 70-й гвардейской стрелковой дивизии 13-й армии Центрального фронта. Отличился во время битвы за Днепр. 24 сентября 1943 года взвод Руденко переправился через Днепр и Припять к северу от села Домантово Чернобыльского района Украинской ССР. В критический момент боя он заменил собой погибшего командира взвода. Под руководством Руденко все немецкие контратаки были отражены, что позволило удержать плацдарм до переправы основных.
Указом Президиума Верховного Совета СССР от 16 октября 1943 года за «образцовое выполнение боевых заданий командования на фронте борьбы с немецкими захватчиками и проявленные при этом мужество и героизм» гвардии сержант Николай Руденко был удостоен высокого звания Героя Советского Союза с вручением ордена Ленина и медали «Золотая Звезда» за номером 1807.
В 1946 году Руденко окончил  Ульяновское пехотное училище. В 1948 году в звании младшего лейтенанта он был уволен в запас. Проживал и работал в Ульяновске. 
Умер 29 мая 2001 года, похоронен на Северном кладбище Ульяновска.
Был также награждён орденами Красного Знамени, Отечественной войны 1-й и 2-й степеней, рядом медалей.